# Sternotomis alternans
Sternotomis alternans là một loài bọ cánh cứng trong họ Cerambycidae.